# 府底玉皇庙
府底玉皇庙，位于山西省晋城市高平市建宁乡府底村，是一处山西省文物保护单位。

## 保护
2021年8月4日，府底玉皇庙公布为第六批山西省文物保护单位，古建筑类，编号6-200。